# Natalia Długosz
Natalia Długosz (ur. 1978 w Grodzisku Wielkopolskim) – polska językoznawczyni, slawistka, profesorka Uniwersytetu im. Adama Mickiewicza w Poznaniu. Specjalizuje się w językach południowosłowiańskich (bułgarski, chorwacki, macedoński) oraz w wybranych problemach lingwistyki kognitywnej. Ponadto pracuje jako tłumaczka przysięgła języka bułgarskiego oraz angażuje się w popularyzację kultury śląskiej.

## Życiorys
Studiowała filologię bułgarską oraz filologię chorwacką i serbską na Uniwersytecie im. Adama Mickiewicza w Poznaniu. W 2007 obroniła rozprawę doktorską Budowa słowotwórcza rzeczownikowych formacji deminutywnych w języku polskim i w języku bułgarskim napisaną pod kierunkiem Tadeusza Lewaszkiewicza (w 2009 wyszła jako publikacja książkowa pod tytułem Słowotwórstwo polskich i bułgarskich deminutywów rzeczownikowych). W 2018 habilitowała się na podstawie pracy zatytułowanej O znakach ubezwłasnowolnionych, czyli o nowych polskich i bułgarskich compositach bezafiksalnych w medialnym dyskursie publicystycznym. Jest również absolwentką psychologii w zarządzaniu na Uniwersytecie Ekonomicznym we Wrocławiu oraz ukończyła Szkołę Tutorów Akademickich w Collegium Wratislaviense.
Została zatrudniona na stanowisku adiunkta, a później profesora uczelni w Instytucie Filologii Słowiańskiej na Wydziale Filologii Polskiej i Klasycznej Uniwersytetu im. Adama Mickiewicza. Jest członkinią Komisji Slawistycznej poznańskiego oddziału Polskiej Akademii Nauk oraz Rady Dyscyplin Językoznawstwo i Literaturoznawstwo w UAM. Należy do Międzynarodowego Towarzystwa Slawistycznego im. Michaiła Widenowa (Международно социолингвистическо дружество "Акад. Михаил Виденов"). Współpracowała m.in. z Bułgarską Akademią Nauk, Wyższą Szkołą Komunikacji Kreatywnej (Vysoká škola kreativní komunikace) w Pradze oraz uniwersytetami St Andrews i Kansas.
Opublikowała łącznie kilkadziesiąt książek, artykułów naukowych, rozdziałów w monografiach oraz haseł słownikowych o tematyce slawistycznej. Zajmowała się w nich przede wszystkim problematyką polsko-bułgarskiego słowotwórstwa konfrontatywnego i kognitywno-komunikacyjnego opisu znaczenia nowych jednostek leksykalnych, a także wybranymi elementami słowiańskiego językowego obrazu świata (opozycja swój/obcy, obraz rodziny, koncept Europy w kulturze bułgarskiej), terminologią prawną w tłumaczeniu oraz słowiańskimi językami mniejszościowymi, w szczególności gorańskim. W 2014 otrzymała od Ministerstwa Kultury Republiki Bułgarii nagrodę za wkład w rozwój bułgarsko-polskich stosunków kulturalnych i popularyzację kultury bułgarskiej. Ponadto od 2012 pracuje jako tłumaczka przysięgła języka bułgarskiego.
Mieszka w Kotorzu Małym, gdzie wraz z mężem Piotrem prowadzi wydawnictwo Silesia Progress zaangażowane w promocję kultury i języka śląskiego. W 2022 została za tę działalność wyróżniona nagrodą „Genius Loci – Wierny Opiekun Ziemi Śląskiej”. Należy też do rady programowej serii wydawniczej Canon Silesiae – Ślōnskŏ Bibliŏtyka. Publikuje teksty popularne na portalu regionalnym o tematyce śląskiej wachtyrz.eu.

## Wybrane publikacje
- Natalia Długosz, Andreana Eftimova: Syndrom postcovidowy w języku. Polsko-bułgarskie studium przypadku. Raport z badań eksperymentalnych. Poznań: Wydawnictwo Naukowe UAM, 2023. ISBN 978-83-232-4207-9. Brak numerów stron w książce
- Natalia Długosz: Goranci (Gorani), Language of the. W: Encyclopedia of Slavic Languages and Linguistics Online. Marc L. Greenberg, Lenore A. Grenoble (red.). Brill, 2023, s. 379–390. DOI: 10.1163/2589-6229_ESLO_COM_036103.
- Natalia Długosz. Syntactic Reduplications of the dremla dremlesta Type Within the Gorani Ethnolect. „Annales UMCS Sectio FF Philologiae”. XLI (1), s. 229–237, 2023. DOI: 10.17951/ff.2023.41.1.229-237. ISSN 0239-426X.
- Natalia Długosz: Семейство (rodzina) w systemie aksjologicznym Bułgarów. W: I Międzynarodowy Kongres Etnolingwistyczny. Vesselina Valkanova, Andreana Eftimova. T. 4: Nazwy wartości i koncepty kulturowe. Hierarchie i rekonstrukcje. Lublin: Wydawnictwo UMCS, 2022, s. 77–89. ISBN 978-83-227-9613-9.
- Natalia Długosz: За компонента менте-/-менте в българския журналистически медиен дискурс (когнитивно-комуникативен похват). W: Медийна грамотност: Класически и нови измерения / Media Literacy: Classical And New Dimensions. Stanisława Niebrzegowska-Bartmińska, Joanna Szadura, Beata Żywicka (red.). Софиа: Факултет по журналистика и масова комуникация, Софийски университет „Св. Кл. Охридски”, 2022, s. 322–336. ISBN 978-619-7567-12-0.
- Natalia Długosz: Obraz autochtonki w powieści Heleny Buchner „Hanyska”. W: Wspólnota. Formy – historie – horyzonty. Telicki Marcin i inni (red.). Poznań: Wydawnictwo Naukowe UAM, 2021, s. 379–390. ISBN 978-83-232-39-35-2.
- Natalia Długosz. Co broda mówi o mężczyźnie? O bułgarskim językowo-kulturowym obrazie brody. „Slavica Wratislaviensia”. 174, s. 35–46, 2020. DOI: 10.19195/0137-1150.174.3. ISSN 0137-1150.
- Natalia Długosz. Bałkańskie cechy języka Goran w zakresie słowotwórstwa (na przykładzie wybranych formacji słowotwórczych). „Zeszyty Łużyckie”. 54, s. 165–178, 2020. DOI: 10.32798/zl.724. ISSN 0867-6364.
- Natalia Długosz: O znakach ubezwłasnowolnionych, czyli o nowych polskich i bułgarskich compositach bezafiksalnych w medialnym dyskursie publicystycznym. Poznań: Wydawnictwo Naukowe UAM, 2017. ISBN 978-83-232-3257-5. Brak numerów stron w książce
- Natalia Długosz. Język jako narzędzie kształtowania postaw proekologicznych - o polskich i bułgarskich złożeniach z komponentem eko- w dyskursie publicznym. „Poznańskie Studia Slawistyczne”. 8, s. 333–348, 2015. DOI: 10.14746/pss.2015.8.21.. ISSN 2084-3011.
- Natalia Długosz. Polskie i bułgarskie umowy prawa cywilnego jako teksty modelowe i ich zastosowanie w dydaktyce przekładu. „Rocznik Przekładoznawczy. Studia nad teorią, praktyką i dydaktyką przekładu”. 8, s. 95–106, 2013. ISSN 1896-4362.
- Tabu w oku szeroko otwartym. Natalia Długosz, Zvonko Dimoski (red.). Poznań: Wydawnictwo Rys, 2012. ISBN 978-83-60517-83-3. Brak numerów stron w książce
- Natalia Długosz: Słowotwórstwo polskich i bułgarskich deminutywów rzeczownikowych. Poznań: Wydawnictwo Poznańskie, 2009. ISBN 978-83-7177-755-4. Brak numerów stron w książce